# Збірна Американських Віргінських Островів з футболу
Збірна Американських Віргінських Островів з футболу — національна футбольна команда Американських Віргінських Островів, яка контролюється та керується Федерацією футболу Американських Віргінських Островів.
Офіційно визнана ФІФА у 1992 році, хоча сама команда та федерація острова створені у 1970-х роках.
Є однією з найслабших команд у світі, постійно посідає одні з найнижчих місць у рейтингу ФІФА.

## Чемпіонат світу з футболу
- 1930 — 1998 — не брала участь
- 2002 — 2022 — не пройшла кваліфікацію

## Золотий Кубок КОНКАКАФ
- 1991 до 1998 — не брала участь
- 2000 до 2025 — не пройшла кваліфікацію

## Статистика
| Ігор | Перемог | Нічиїх | Поразок | ГЗ | ГП  | РГ   |
| ---- | ------- | ------ | ------- | -- | --- | ---- |
| 26   | 1       | 5      | 20      | 12 | 145 | -133 |